# Naissance en 917
Naissance
- 913
- 914
- 915
- 916
- 917
- 918
- 919
- 920
- 921

Cette page dresse une liste de personnalités nées au cours de  l'année 917 :
- 20 septembre : Kyunyeo (en), poète coréen.

- Ibn Battah (en), théologien du Hanbalisme.
- Kamo no Yasunori, praticien du onmyōdō - cosmologie ésotérique traditionnelle japonaise qui mélange les sciences naturelles et l'occultisme - à l'époque de Heian du Japon.
- Théophylacte de Constantinople, eunuque patriarche de Constantinople.
- Velasquita Sánchez de Navarre (it), princesse de Navarre.

## Crédit d'auteurs
- Cet article est partiellement ou en totalité issu de l'article intitulé « 917 » (voir la liste des auteurs).